# Алек Гіннесс
Сер Алек Гіннесс, CBE (англ. Alec Guinness; 2 квітня 1914, Лондон — 5 серпня 2000, Західний Суссекс) — британський актор. В 1979 році йому був вручений почесний «Оскар» за різноманітні досягнення протягом довгої та успішної авторської кар'єри.

## Біографія
Народився 2 квітня 1914 року в одному із кварталів Лондона.
У 1938 році одружився з акторкою Мерулою Саламан, з якою прожив наступні 62 роки, до самої смерті. У 1940 році у акторського подружжя Гіннесс народився син Метью, який згодом так само став актором.
У 1941 році Гіннесс пішов воювати. Служив матросом на Середземному морі, був підвищений до рангу лейтенанта, а згодом — отримав звання капітана; брав участь у висадці на Сицилію (липень 1943), доставляв боєприпаси партизанам Греції та Югославії. У 1946 році повернувся до Лондона.
Дебютував в театрі Джона Гілгуда, який в 1938 році довірив йому роль Гамлета. До 1955 року репутація Гіннесса в театральному світі була настільки значною, що королева нагородила його орденом Британської імперії, а через чотири роки посвятила в лицарі. Перший успіх в кіно прийшов до нього після чорної комедії «Добрі серця та корони» (1949), в якій Гіннесс зіграв одразу 8 людей, у тому числі й жінку.
В кіно Гіннесс в основному знімався в Девіда Ліна — режисера, що відомий своїми великобюджетними постановками на історичні теми. Лін помітив його в театральній постановці діккенсівських «Великих сподівань» і запропонував виконати ту ж роль в кіноверсії роману. Гіннесс був задіяний практично у всіх наступних проектах Ліна, в тому числі в фільмах «Олівер Твіст» (1948), «Міст через річку Квай» (1957), «Лоуренс Аравійський» (1962) та «Поїздка в Індію» (1984).
За «Міст через річку Квай» Гіннесс був нагороджений «Оскаром». Більшості глядачів наступного покоління він відомий як джедай Обі-Ван Кенобі із «Зоряних війн».
Помер Алек Гіннесс 5 серпня 2000 року від раку печінки, у Міддлхурсті (Західний Сассекс). Його дружина померла через два місяці після чоловіка — так само від раку.

## Фільмографія
| Рік  | Фільм                                                    | Оригінальна назва                            | Роль                                                           |
| ---- | -------------------------------------------------------- | -------------------------------------------- | -------------------------------------------------------------- |
| 1934 | Вечірня                                                  | Evensong                                     | Extra (W.W.I. soldier in concert audience)                     |
| 1946 | Великі надії                                             | Great Expectations                           | Герберт Покет                                                  |
| 1948 | Олівер Твіст                                             | Oliver Twist                                 | Феджін                                                         |
| 1949 | Добрі серця і корони                                     | Kind Hearts and Coronets                     | Герцог, генерал, адмірал, банкір та інші члени родини д'Аскойн |
| 1949 | Виконаємо за Ваші гроші                                  | A Run for Your Money                         | Whimple                                                        |
| 1950 | Остання відпустка                                        | Last Holiday                                 | Джордж Берд                                                    |
| 1950 | Безбатченко                                              | The Mudlark                                  | Бенджамін Дізраелі                                             |
| 1951 | Банда з Лавендер Гілл                                    | The Lavender Hill Mob                        | Генрі Голланд                                                  |
| 1951 | Людина у білому костюмі                                  | The Man in the White Suit                    | Сідні Страттон                                                 |
| 1952 | Карти                                                    | The Card                                     | Edward Henry 'Denry' Machin                                    |
| 1953 | Квадратна миля                                           | The Square Mile                              | озвучка                                                        |
| 1953 | Мальтійська історія                                      | Malta Story                                  | Флайт-лейтенант Пітер Росс                                     |
| 1953 | Капітанський рай                                         | The Captain's Paradise                       | Капітан Генрі Сент-Джеймс                                      |
| 1954 | Отець Браун                                              | Father Brown                                 | Отець Браун                                                    |
| 1954 | Стратефордська пригода                                   | The Stratford Adventure                      | озвучка                                                        |
| 1955 | Англія Роландсона                                        | Rowlandson's England                         | озвучка                                                        |
| 1955 | Парижу з любов'ю                                         | To Paris with Love                           | Полковник сер Едвард Фрезер                                    |
| 1955 | В'язень                                                  | The Prisoner                                 | Кардинал                                                       |
| 1955 | Вбивці леді                                              | The Ladykillers                              | Профессор Маркус                                               |
| 1956 | Лебідь                                                   | The Swan                                     | Кронпринц Альберт                                              |
| 1957 | Міст через річку Квай                                    | The Bridge on the River Kwai                 | Полковник Ніколсон                                             |
| 1957 | Усі в морі                                               | All at Sea                                   | Вільям Гораціо Амброз/шість предків                            |
| 1958 | Вустами художника                                        | The Horse's Mouth                            | Gulley Jimson                                                  |
| 1959 | Наша людина в Гавані                                     | Our Man in Havana                            | Джим Вормольд                                                  |
| 1959 | Цап-відбувайло                                           | The Scapegoat                                | John Barratt/Jacques De Gue                                    |
| 1960 | Мелодії слави                                            | Tunes of Glory                               | Maj. Jock Sinclair, D.S.O., M.M.                               |
| 1962 | Більшість одного                                         | A Majority of One                            | Koichi Asano                                                   |
| 1962 | Корабель «Непокірний»                                    | HMS Defiant                                  | Капітан Кроуфорд                                               |
| 1962 | Лоуренс Аравійський                                      | Lawrence of Arabia                           | Принц Фейсал                                                   |
| 1964 | Падіння Римської імперії                                 | The Fall of the Roman Empire                 | Марк Аврелій                                                   |
| 1965 | Пастернак                                                | Pasternak                                    | камео                                                          |
| 1965 | Ситуація безнадійна… але не серйозна                     | Situation Hopeless… But Not Serious          | Вільгельм Фрік                                                 |
| 1965 | Доктор Живаго                                            | Doctor Zhivago                               | Євграф Живаго                                                  |
| 1966 | Отель «Парадізо»                                         | Hotel Paradiso                               | Бенедикт Боніфацій                                             |
| 1966 | Меморандум Квіллера                                      | The Quiller Memorandum                       | Пол                                                            |
| 1967 | Комедіанти в Африці                                      | The Comedians in Africa                      | камео                                                          |
| 1967 | Комедіанти                                               | The Comedians                                | Майор Джонс                                                    |
| 1969 | Дванадцята ніч                                           | Twelfth Night (TV)                           | Мальволіо                                                      |
| 1970 | Кромвель                                                 | Cromwell                                     | Король Карл I Стюарт                                           |
| 1970 | Скрудж                                                   | Scrooge                                      | Примара Джейкоба Марлі                                         |
| 1972 | Братик Сонце, сестриця Місяць                            | Brother Sun, Sister Moon                     | Папа Римський Іннокентій III                                   |
| 1974 | Дар дружби                                               | The Gift of Friendship (TV)                  |                                                                |
| 1976 | Дипломована зала слави                                   | «Hallmark Hall of Fame» (TV, 1 episode)      | Гай Юлій Цезар                                                 |
| 1973 | Гітлер: Останні десять днів                              | Hitler: The Last Ten Days                    | Адольф Гітлер                                                  |
| 1976 | Вечеря з вбивством                                       | Murder by Death                              | Jamesir Bensonmum                                              |
| 1977 | Зоряні війни. Епізод IV. Нова надія                      | Star Wars Episode IV: A New Hope             | Бен (Обі-Ван) Кенобі                                           |
| 1979 | Шпигун, вийди геть!                                      | Tinker, Tailor, Soldier, Spy (ТВ)            | Джордж Смайлі                                                  |
| 1980 | Зоряні війни. Епізод V. Імперія завдає удару у відповідь | Star Wars Episode V: The Empire Strikes Back | Бен (Обі-Ван) Кенобі                                           |
| 1980 | Підйом Титаніка                                          | Raise the Titanic                            | Джон Бігелоу                                                   |
| 1980 | Маленький лорд Фаунтлерой                                | Little Lord Fauntleroy                       | Граф Дорінкорт                                                 |
| 1982 | Люди Смайлі                                              | Smiley's People (TV)                         | Джордж Смайлі                                                  |
| 1983 | Хворий любов'ю                                           | Lovesick                                     | Зигмунд Фрейд                                                  |
| 1983 | Зоряні війни. Епізод VI. Повернення джедая               | Star Wars Episode VI: Return of the Jedi     | Бен (Обі-Ван) Кенобі                                           |
| 1984 | Поїздка в Індію                                          | A Passage to India                           | Профессор Годбхол                                              |
| 1984 | Едвін (ТБ)                                               | Edwin (TV)                                   | Сер Фенімор Траскот                                            |
| 1985 | Монсеньйор Кіхот (ТБ, 1 епізод)                          | Monsignor Quixote (TV, 1 episode)            | Отець Кіхот                                                    |
| 1988 | Крихітка Дорріт                                          | Little Dorrit                                | Вільям Дорріт                                                  |
| 1988 | Жменька пороху                                           | A Handful of Dust                            | Містер Тодд                                                    |
| 1991 | Кафка                                                    | Kafka                                        | Старший клерк                                                  |
| 1993 | Чуже поле                                                | A Foreign Field                              | Еймос                                                          |
| 1994 | Німий свідок                                             | Mute Witness                                 | Косар                                                          |
| 1996 | День Ескімо (ТВ)                                         | Eskimo Day (TV)                              | Джеймс                                                         |

## Цікаві факти[3]
- Повне ім'я — Алек Гіннесс де Каффа (Alec Guinness de Cuffe).
- У 1941 році Гіннес був мобілізований на флот матросом, а війну закінчив, дослужившись до офіцерського звання.
- В картині «Щирі серця та корони» (1949) актор зіграв цілих вісім ролей.
- У 1959 році Гіннесу було надане лицарське звання.
- За свій внесок у розвиток кіноіндустрії Алек удостоєний зірки на голлівудській Алеї Слави. Її номер — 1559.
- Актор був завзятим курцем, і покинув палити лише за кілька років до своєї смерті.
- Свій 62-й день народження актор відсвяткував у Тунісі, де проходили зйомки епізодів на Татуїні картини «Зоряні війни».
- Одного разу на вулиці хлопчина звернувся до актора і сказав, що дивився «Зоряні війни» понад сто разів. Алек кивнув йому і відповів: «Пообіцяй мені, що ти більше не будеш дивитися їх ніколи». Хлопчина сторопів, а його мати подякувала Гіннессу.